# Rhabditis teres
Rhabditis teres is een rondwormensoort uit de familie van de Rhabditidae. De wetenschappelijke naam van de soort is voor het eerst geldig gepubliceerd door A. Schneider.